# Монолог травниці
«Монолог травниці» (яп. 薬屋のひとりごと, Kusuriya no Hitorigoto, англ. The Apothecary Diaries) — японська серія ранобе, написана Нацу Хюуґою та проілюстрована Токо Шіно. З 2011 року серіал публікується в Інтернеті на вебсайті Shosetsuka ni Naro, створеному користувачами для публікації романів. Наступного року його придбало видавництво Shufunotomo, яке спочатку опублікувало серію як роман в одному томі у 2012 році, а потім як серію ранобе у 2014 році. Дія серії розгортається у вигаданій країні, змодельованій за зразком Імперського Китаю.
У 2017 році її було адаптовано до двох серій манґи: одну публікує Square Enix в журналі Monthly Big Gangan, а іншу — Shogakukan в журналі Monthly Sunday Gene-X. Прем'єра аніме-серіалу, створеного Toho Animation Studio та OLM, відбулася в жовтні 2023 року. Прем'єра другого сезону відбулася в січні 2025 року.
27 листопада 2023 року в Україні вийшов 1 том манґи від видавництва Lantsuta. Станом на червень 2025 вийшло вже 8 томів українською мовою.

## Сюжет
Дія розгортається у вигаданій країні на основі Імперського Китаю часів династії Тан і розповідає про Маомао, молоду дівчину, яка працює аптекаркою у кварталі червоних ліхтарів. Дівчину викрадають і продають до імператорського палацу як служницю. Попри свою допитливу та ексцентричну особистість, вона планує працювати там, не привертаючи нічиєї уваги, доки не закінчаться роки її рабства. Маомао вдає з себе неписьменну й неосвічену дівчину. Та одного дня до неї доходять чутки, що діти імператора тяжко хворі, і вона починає розслідувати причину, використовуючи свій аптекарський досвід. Маомао анонімно повідомляє про таємницю їхньої хвороби. Та її дії врешті-решт привертають увагу впливового євнуха Джінші, і незабаром роботою Маомао стає розгадувати різні таємниці для мешканців внутрішнього палацу, пов'язані з використанням лікарських і отруйних речовин.

## Персонажі

### Головні герої
Маомао (яп. 猫猫)
Непоказна донька аптекаря, що живе на околиці міста, надає свої фармацевтичні послуги столичному борделю та його куртизанкам. Після викрадення бандитами, які продають її до імператорського палацу для отримання прибутку, вона випадково втягується в палацову інтригу, використовуючи свої знання про отрути, медицину, рослини та основи хімії, щоб стати неофіційним судово-медичним патологоанатомом, а також фрейліною і дегустаторкою отрут для однієї з наложниць імператора. Хоча євнух Джінші закоханий у неї, вона зовсім не відповідає йому взаємністю, часто дивиться на нього з огидою, обурюючись його способами втягнути її в інтриги палацу. Натомість вона воліє проводити час, випробовуючи на собі різні отрути та ліки. Попри це, вона часто допомагає йому розгадати будь-яку таємницю, на яку він звертає її увагу.
Джінші (яп. 壬氏)
Євнух, який керує більшою частиною адміністрації заднього палацу, де живуть наложниці імператора та їхня обслуга. Його зовнішність приваблює як чоловіків, так і жінок, але його самого приваблює Маомао, єдина людина в його житті, що не закохувалася в нього беззастережно. Пізніше з'ясовується, що Джінші не євнух, а лише прикидається ним, щодня вживаючи анафродизіаки, щоб приховати свій справжній статус молодшого брата імператора. За гарним обличчям Джінші ховає проникливий розум, за допомогою якого намагається балансувати між виконанням своїх обов'язків перед імператором і водночас покращенням власного становища в імператорському палаці.

### Імператорський палац

#### Імператор та його наложниці
Ґьокуйо (яп. 玉葉)
Відома як Дорогоцінна наложниця, вона є однією з чотирьох високопоставлених наложниць Імператора та його улюбленицею. Має яскраво-руде волосся і блискучі нефритово-зелені очі. Вона є матір’ю немовляти-дівчинки, а згодом — сина. Вона взяла Маомао як фрейліну на знак вдячності за попередження про отруєну косметику. Також підтримує Джінші та Маомао. Проживає у Нефритовому павільйоні Заднього палацу.
Ліхуа (яп. 梨花, Rifa)
Відома як Мудра наложниця, вона також є однією з чотирьох високопоставлених наложниць Імператора. Має темно-синє волосся і народила спадкоємця. Проте, коли її головна фрейліна проігнорувала попередження Маомао про отруєну косметику, її немовля-син помер, а вона сама ледве не загинула. Після того, як Маомао допомогла їй одужати, вона стала до неї більш приязною. Згодом народила здорового сина. Проживає у Кришталевому павільйоні Заднього палацу.
Лішу (яп. 里樹, Rīshu)
Відома як Чеснотлива наложниця, вона є наймолодшою з чотирьох високопоставлених наложниць Імператора. Через політичні причини вона стає свекрухою старшої Чистої наложниці. Має харчові алергії, але її фрейліни вважають, що вона просто перебірлива в їжі, що є однією з причин прихованого цькування (разом із тим, що вона наложниця двох імператорів), аж поки Маомао не зауважує, що смерть від харчової алергії може бути такою ж небезпечною, як і отруєння, і може призвести до страти винних. Проживає у Діамантовому павільйоні Заднього палацу.
А-До (яп. 阿多, Ā Duo)
Відома як Чиста наложниця, одна з чотирьох високопоставлених наложниць Імператора, яка проживає в Гранатовому павільйоні Заднього палацу. Має близькі стосунки з Лішу. Є натяк, що вона — мати Джінші. Згодом залишає Задній палац і переселяється до окремого палацу на півдні.
Лоулань (яп. 楼蘭, Rouran) / Шісуй (яп. 子翠)
Наступниця А-До як Чиста наложниця. За характером — відсторонена і байдужа, має найбільшу кількість фрейлін, ніби затьмарюючи улюблену наложницю імператора. Маскується під служницю в простому одязі і захоплюється рослинами та комахами.
Імператор
Добросердий і розважливий чоловік, який прагне стерти погану репутацію, яку залишили його попередники.

#### Інші
Гао Шунь (яп. 高順)
Відданий помічник Джінші, часто підтримує його та Маомао.
Ґуень (яп. 虞淵)
Придворний лікар, якого Маомао називає шарлатаном. Хоч він спершу трохи остерігався Маомао, згодом прийняв її і став другом. Його родина постачає до палацу високоякісний папір.
Ліхаку (яп. 李白, Rihaku)
Солдат, який подарував Маомао шпильку під час садового прийому. Вона попросила його провести її за межі палацу в обмін на час у Вердіґрі, що спричинило непорозуміння з боку Джінші.
Сяолань (яп. 小蘭, Shaoran)
Служниця в Задньому палаці, близька подруга Маомао. Коли вони разом, вона іноді ділиться останніми плітками та новинами з усього палацу.
Хуннянь (яп. 紅娘, Hon'nyan)
Сумлінна головна фрейліна в Нефритовому павільйоні.
Інхуа (яп. 桜花, Infa)
Молода та життєрадісна фрейліна в Нефритовому павільйоні, яка швидко подружилася з Маомао.

## Медіа

### Роман
Спочатку серіал був опублікований Нацу Хюуґою на вебсайті Shōsetsuka ni Narō, створеному користувачами, у жовтні 2011 року. Видавець Shufunotomo придбав серію, а потім опублікував її на своєму випуску Ray Books як однотомний роман, проілюстрований Мегумі Мацуда, 26 вересня 2012 року.

### Ранобе
У 2014 році Shufunotomo знову почав видавати серію, проілюстровану Токо Шіно. Цього разу він був опублікований як лайт-новела в їхньому видавництві Hero Bunko, який в основному складається з придбаних творів з Shōsetsuka ni Narō. Відтоді серія продовжувала отримувати більше томів із продовженням історії, на відміну від попередньої версії роману, яка мала лише один том. У листопаді 2020 року J-Novel Club оголосили, що ліцензували серію легких романів. У жовтні 2023 року Square Enix оголосили, що випустять ранобе у друкованому вигляді починаючи з травня 2024 року.

### Манґа
Манґа-адаптація Іцукі Нанао з ілюстраціями Некокураге почалася в 6-му випуску щомісячного журналу Square Enix Big Gangan за 2017 рік, який вийшов 25 травня 2017 року. Square Enix збирають свої розділи в окремі томи. Перший том вийшов 25 вересня 2017 року. Станом на 25 березня 2025 року вийшло друком 15 томів.
Альтернативна адаптація під назвою Kusuriya no Hitorigoto: Mao Mao no Kōkyū Nazotoki Techō (яп. 薬屋のひとりごと～猫猫の後宮謎解き手帳～, укр. Монолог травниці: Журнал таємниць внутрішнього палацу Маомао), проілюстрований Мінодзі Курата, розпочався в журналі Monthly Sunday Gene-X видавництва Shogakukan 19 серпня 2017 року. Розділи збираються в окремі томи. Перший том вийшов 19 лютого 2018 року. Станом на 19 травня 2025 року вийшло друком 20 томів.

### Аніме
16 лютого 2023 року було анонсовано аніме-адаптацію. Виробництвом займаються Toho Animation Studio та OLM, режисером і автором сценаріїв є Норіхіро Наганума, а асистентом режисера є Акінорі Фудесака. Юкіко Накатані став дизайнером персонажів, а Сатору Косакі, Кевін Пенкін і Аліса Окехадзама написали музику. Прем'єра серіалу відбулася 22 жовтня 2023 року на Nippon TV та його філіях.
Після виходу в ефір фінальної серії було оголошено, що серіал отримає другий сезон. Прем'єра другого сезону відбулася 10 січня 2025 року в п'ятничному програмному блоці «Friday Anime Night» на телеканалі Nippon TV та його філіях; режисером є Акінорі Фудесака. Перша вступна пісня — «Hyakkaryōran» (яп. 百花繚乱), виконана Lilas Ikuta, тоді як перша завершальна пісня — «Shiawase no Recipe» (яп. 幸せのレシピ), виконана Даєм Хірай. Другою вступною піснею є «Kusushiki» (яп. クスシキ), у виконанні Mrs. Green Apple, а друга завершальна пісня — «Hitorigoto» (яп. ひとりごと), у виконанні Omoinotake.
Після завершення трансляції другого сезону було анонсовано продовження аніме-серіалу.
Crunchyroll транслює серіал по всьому світу за межами Азії, на додаток до Близького Сходу, СНД та Південної Азії.  Netflix транслює серіал в окремих регіонах Азії.

## Сприйняття

### Продажі
«Монолог травниці» був шостим серед найбільш продаваних лайт-новел у 2019 році з 461 024 проданими примірниками; п'ятою серією лайт-новел-бестселерів у 2020 році з 527 950 проданими примірниками; і третьою серією бестселерів лайт-новел у 2021 році з 496 626 проданими примірниками.
Станом на листопад 2023 року франшиза (включно з лайт-новелою і двома манґа-адаптаціями) має 27 мільйонів копій. До січня 2024 року тираж франшизи перевищив 31 мільйон копій.

### Критика
У своїй рецензії на перший роман для Anime News Network Ребека Сільверман поставила йому загальну оцінку B, написавши: «Це приємне читання, яке з кожним разом стає все кращим, і якщо його темп надто швидкий, це компенсується взаємодією персонажів і розгортанням сюжету», хоча вона розкритикувала його за відсутність таємничих елементів, попри те, що він належить до жанру містики. Сільверман також поставила другому роману оцінку B, і написала, що він «досі захоплює», і що «Маомао — чудова, хоча часом і різка героїня з характером; цікаво спостерігати за тим, як вона все більше і більше залучається до життя палацу».
У своїй рецензії на перший том манґа-адаптації для Anime News Network Терон Мартін поставив йому загальну оцінку B+. Він високо оцінив ілюстрації, персонажів і використання історичних деталей, а також зазначив кілька подібностей з «Історією Сайункоку». Ребека Сільверман написала рецензію на другий том манґи, та дала йому оцінку A-, назвала його «неймовірним» та відмітила що «ілюстрації дуже красиві, а Маомао — дійсно сильна героїня, а не стереотипна „сильна героїня“» і що її «тішить цілісність сюжету».